# Катастрофа Ми-26 под Новокручининским
Катастрофа Ми-26 под Новокручининским — авиационная катастрофа, произошедшая в субботу 3 мая 2003 года в Читинской области (ныне Забайкальский край) Российской Федерации. Тяжёлый транспортный вертолёт Ми-26, принадлежащий МЧС России, был задействован в тушении лесных пожаров, но потерпел крушение вблизи посёлка Новокручининский. Все находившиеся на борту 12 человек (5 пассажиров и 7 членов экипажа) погибли. 4 мая в Читинской области было объявлено днём траура.
Согласно заключению комиссии, проводившей расследование катастрофы, причиной крушения стало попадание стропы ленточной ступени ЛС-15 в рулевой винт вертолёта.

## Вертолёт
Ми-26Т (регистрационный номер RA-06075, бортовой — «212 жёлтый», заводской — 34001212505, серийный — 26-04) был выпущен в 1992 году заводом Роствертол. Эксплуатировался предприятием-изготовителем до 29 января 2001 года, когда поступил в красноярскую авиакомпанию «Енисей». 11 апреля 2002 года начал эксплуатироваться в МЧС России. Получил имя «Вавиль Махмудов» в честь погибшего при крушении Ми-8 во время показательных учений в Железногорске (Красноярский край) пилота высшего класса.

## Экипаж и пассажиры
На борту вертолёта Ми-26 в момент катастрофы находились 12 человек — 7 членов экипажа, 4 журналиста из Москвы, сотрудник Читинской базы авиационной охраны лесов.

### Экипаж
Состав экипажа был таким:
- Командир воздушного судна (КВС) — 33-летний капитан Виноградов Сергей Сергеевич. Родился 24 октября 1969 года в Красноярске. 23 ноября 1988 года поступил на военную службу. В 1992 году окончил Кременчугское лётное училище гражданской авиации. В 1994 году начал служить в МЧС, 25 мая утверждён на должность лётчика-штурмана. С 20 февраля 2000 года — командир вертолёта Ми-26. Дважды награждён медалью МЧС «Участнику чрезвычайных гуманитарных операций», медалью «За отличие в военной службе», нагрудным знаком «Почётный знак СРЦ», орденом Мужества (посмертно)[5].
- Штурман — 30-летний капитан Лапин Олег Николаевич. Родился 28 марта 1973 года в городе Кодиевке Ворошиловградской области в семье военнослужащих. В 1994 году окончил Луганское высшее военное авиационное училище штурманов. 11 августа 1999 года начал службу в МЧС России на должности офицера командный пункт авиации (боевое управление), 14 марта 2001 года назначен на должность штурмана Ми-26. Награждён медалью «За отличие в военной службе» III степени, медалью МЧС «Участнику чрезвычайных гуманитарных операций», нагрудным знаком МЧС «За заслуги», орденом Мужества (посмертно)[6].
- Помощник КВС — 27-летний старший лейтенант Родин Дмитрий Васильевич. Родился 2 апреля 1976 года в Целинограде Казахской ССР в семье врача. 25 июля 1994 года поступил на военную службу. Выпускник Сызранского военного авиационного института (1999). 6 мая 1999 года назначен на должность лётчика-штурмана вертолёта Ми-8, с 28 февраля 2000 года — помощник командира Ми-26. Посмертно награждён орденом Мужества[7].
- Старший бортовой механик — 33-летний старший прапорщик Енбахтов Дмитрий Юрьевич. Родился 9 января 1970 года в Троицке Челябинской области в семье рабочих. 29 июня 1989 года поступил на службу в вооружённые силы. 1 апреля 1998 года принят на должность авиационного механика, 5 августа 2002 года — старшего бортового механика на Ми-26. Награжден медалью МЧС «Участнику чрезвычайных гуманитарных операций», нагрудным знаком МЧС «За заслуги», нагрудным знаком «Почётный знак СРЦ», посмертно орденом Мужества[8].
- Бортовой механик — 28-летний прапорщик Крылов Алексей Александрович. Родился 16 сентября 1974 года в селе Колычево Ступинского района Московской области в семье военнослужащих. 3 декабря 1992 года начал военную службу. Окончил Троицкий авиационный технический колледж гражданской авиации в 1996 году, после чего начал службу в МЧС России. Первоначально получил должность старшего авиационного механика технико-эксплуатационной части. 5 августа 2002 года занял должность старшего бортового механика Ми-26. Посмертно награждён орденом Мужества[9].
- Старший инспектор-штурман — 46-летний подполковник Барышников Сергей Павлович. Родился 18 января 1957 года в Волгограде в семье военнослужащих. В 1982 году окончил Актюбинское высшее лётное училище гражданской авиации. В вооружённых силах начал службу 1 апреля 1995 года, в МЧС — 25 июля 1996 года. С 18 марта 1997 года — на должности командира Ми-26. 28 февраля 2000 года назначен на должность командира смешанного авиационного отряда. 25 апреля 2002 года проходил службу в отделе авиации Сибирского регионального центра МЧС на должности старшего инспектора-штурмана. Награжден орденом «За военные заслуги», нагрудным знаком МЧС «За заслуги», нагрудным знаком «Почётный знак СРЦ», орденом Мужества (посмертно)[10].
- Старший бортовой авиатехник — 35-летний капитан Фалеев Владимир Семенович. Родился 16 ноября 1967 года в посёлке Великое Кировской области в семье рабочих. Выпускник Кировского военного авиационного технического училища (1991). В МЧС работал с 1996 года, 26 марта назначен на должность старшего бортового авиационного техника. Награждён медалью «За отличие в военной службе» III степени, медалью «Участнику ликвидации последствий ЧС», посмертно орденом Мужества[11].

### Пассажиры
В качестве пассажиров на борту вертолёта находились:
- Турицын Владимир Фомич — наблюдатель Читинской базы авиационной охраны лесов[2].
- Ковальская Галина Яковлевна — журналистка. Родилась в 1959 году. В 1991 году —  корреспондент газеты «Демократическая Россия», с 1992 года — политический обозреватель, член редколлегии журнала «Новое время», с 1996 года — политический обозреватель журнала «Итоги», с 2001 года —  спецкор, политический обозреватель «Еженедельного журнала»[12].
- Ямалов Руслан Бухариевич — фотокорреспондент «Еженедельного журнала»[13].
- Находкина Юлиана Дмитриевна — журналист программы «Мир на грани» на телеканале РТР[2].
- Козарь Константин Николаевич — оператор программы «Мир на грани»[2].

## Хронология событий
К маю 2003 года в Читинской области длительное время продолжались лесные пожары, охватившие тысячи гектаров. 3 мая 2003 года вертолёт Ми-26 производил тушение огня в 40 километрах юго-восточнее города Читы с помощью водосливного устройства ВСУ-15 на внешней подвеске ЛС-15. На борту находились 4 журналиста из числа 12 прибывших в ночь на 1 мая в Читу из Москвы. После третьего сброса воды, набранной в реке Ингода, сильный порыв ветра забросил трос пустого водосливного устройства на хвостовой винт вертолёта, в результате чего винт разрушился. От воздушного судна отделилась концевая балка, после чего он потерял управляемость, столкнулся с землей, разрушился и сгорел. Все находившиеся на борту погибли. Катастрофа произошла в 14:54 по местному времени в трёх километрах от от посёлка городского типа Новокручининского.

## Последствия
Водосливное устройство и хвост были найдены в ста метрах от основной части вертолёта. Обгоревшие и искорёженные обломки корпуса Ми-26 лежали на небольшом склоне. На место катастрофы выехали спасатели и медики, а также заместитель главы МЧС Геннадий Короткин, глава МЧС России Сергей Шойгу. Шойгу сообщил, что доложил президенту страны Владимиру Путину о крушении. 5 мая с жертвами катастрофы простились на траурном митинге в аэропорту Читы. Одного погибшего похоронили в Чите, 11 других — в Москве и Красноярске. До момента установления причин крушения МЧС приостановило эксплуатацию вертолётов при тушении пожаров, 50 бортов типов Ми-8 и Ми-26 были отправлены на хранение.

## Расследование
Согласно заключению комиссии, проводившей расследование катастрофы, причиной падения вертолёта Ми-26 стало попадание стропы ленточной ступени ЛС-15 в рулевой винт воздушного судна. Зацепления или удара водосливного устройства о препятствия на земле, согласно выводам следователей, не было. Вероятно, причиной попадания ЛС-15 в рулевой винт стало воздействие на ВСУ воздушного вихря. Как сообщил источник РИА Новости в прокуратуре Сибирского военного округа, в ходе расследования было установлено, что во время полёта экипаж нарушил правила пилотирования: в частности, не были соблюдены высота и скорость, пилоты не учли нисходящие и восходящие потоки ветра. Уголовное дело по факту катастрофы прекращено «в связи со смертью виновных лиц (пилотов)».

## Память
15 сентября 2003 года в районе места катастрофы был установлен мемориал в память о погибших.